# NÖLB 3
A NÖLB 3 egy magyar C n2t tengelyelrendezésű szertartályosgőzmozdony-sorozat volt. A MÁVnál mint MÁV XIIh, később mint MÁV 381 sorozat üzemelt. 1882-ben gyártotta a Krauss. Összesen négy db készült a sorozatból. A NÖLB 1920-ban eladta a sorozatot.

## Története
A kis mozdonyokat a Krauss gyár építette 1882-ben Münchenben a Nagykikinda-Nagybecskerek HÉV számára 1-3 pályaszámok alatt. A vonal államosításakor a NkNb mozdonyok is a MÁV tulajdonába kerültek és XIIh osztályba 6631-6633 pályaszámok alá lettek sorolva.
1906-ban az egykori 6631-es a Münz céghez került KORNEUBURG néven, majd 1908-tól a NÖLB-nél üzemelt 3. sorozat 1 pályaszámon. A  NÖLB 1920-ban eladta.
A 6632-t 1905-ben megvette a Zagoria Szénbánya.
A mozdonyok vízkészlete gyárilag a keretben volt elhelyezve. A súlycsökkentés érdekében az  állókazán hátsó fala ferde kiképzésű volt  és dóm nélkül készült. A homoktartót a salakoló alatt helyezték el. Maga a gőzmozdony telített gőzzel működő két gőzhengeres szertartályos mozdony volt, 24 t önsúllyal, 6650 mm hosszal, és 37670 N vonóerővel
A XIIh 6633-as gőzmozdony kalandos életutat tudhatott magáénak. Eredetileg a Nagykikinda-Nagybecskereki HÉV mozdonya volt, 3-as pályaszámmal, melyet a Krauss müncheni gyárától vásárolt (1048/1883.-as gyártási számon). A MÁV-hoz 1891-ben került, XIIh 5633-as mozdonyként, 1897-től 6633-as, 1911-től pedig 381.001 pályaszámon. 1912-ben eladták a Cséry-féle szemétvasútnak, ott 6-os számú lett. 1942-ben adták ismét tovább a Dunai repülőgépgyárnak. A dunaharaszti Duna-híd 1944. november 3-i felrobbantásával a BHÉV hálózattól elszigetelődött Haraszti Ráckevei Vasút (HRV) Csepel szigeti vonalrésze. A forgalmat mindenestül beszüntették ezen a szakaszon, az itt lévő vasúti járművek jó részét elmenekítették. 1945-ben, a felszabadulás után mégis sikerült a szigeti szakaszon újjászervezni a forgalmat, mivel egy mozdony mégis maradt: a Dunai Repülőgépgyár (DRG) 10-es pályaszámú háromcsatlós gőzmozdonya. A BHÉV bérbe vette ezt a mozdonyt, és 1945. május 10-től szükségforgalmat indított segítségével. Ebből az alkalomból néhány kocsit közúton szállított a szigeti szakaszra, majd augusztustól egy ikersínbusz is került a vonalra. A szükségüzem, és ezzel együtt a kis gőzös munkája 1945. december 8-ig tartott, amikor provizórikusan helyreállították a Dunaharaszti hidat, ekkor visszakerült a DRG-hez. 1955-ben (más forrás szerint 1959-től) pedig a Budapesti Vegyiművekhez került. 1968-tól ez a mozdony ki volt állítva a Közlekedési Múzeum előtt (6633-as számon), 2015-től Gyál felső megállóhelyen található.
A NÖLB a mozdonyt 1920-ban eladta.